# 王宮の花火の音楽

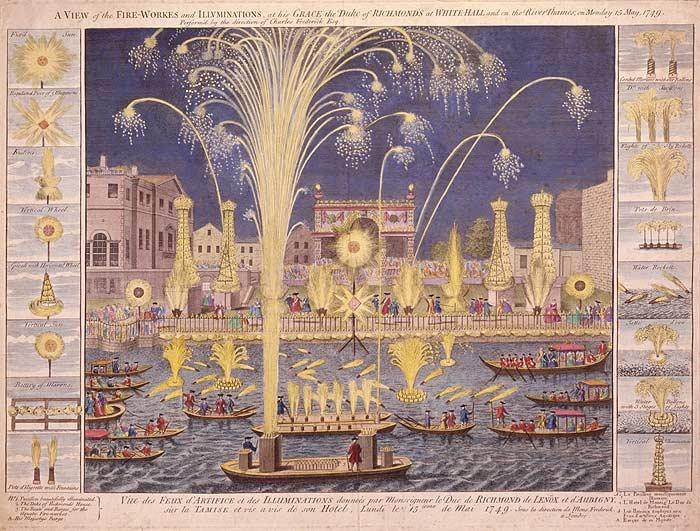
アーヘンの和約を祝賀する1749年の花火大会

『王宮の花火の音楽』（おうきゅうのはなびのおんがく、英語: Music for the Royal Fireworks）は、ゲオルク・フリードリヒ・ヘンデルが作曲した組曲。HWV 351。

## 作曲の経緯
1748年にオーストリア継承戦争終結のために開かれたアーヘンの和議を祝う祝典のための花火大会の音楽として作曲された。1749年4月21日にロンドンのヴォクソール・ガーデンズで公開リハーサルが行われたが、未曾有の1万2000人の観客を集め、ロンドン橋で交通渋滞を引き起こした。このときは軍楽隊の編成で、序曲はオーボエ24、ファゴット12、コントラファゴット1、ホルン9、トランペット9、ティンパニ3対という構成だった。
本番は1週間後の4月28日にロンドンのグリーン・パークで催された。祝典は盛大なものだったが、花火がうまく点火せず、さらにパビリオンのひとつが焼け落ちるなどの失敗に終わった。
ヘンデルは1か月後の5月27日の孤児養育院での慈善演奏会でも『王宮の花火の音楽』を上演した。このときは軍楽隊でなく管弦楽版で上演された。

## 構成
5つの楽曲からなる。
- 序曲（Ouverture, ニ長調）
- ブレー（Bourée, ニ短調）
- 平和（La paix, ニ長調）
- 歓喜（La réjouissance, ニ長調）
- メヌエットI（Minuet, ニ短調） - メヌエットII（ニ長調）

序曲は祝典曲にふさわしく華麗で、後に舞曲（軽快な「ブレー」とゆったりした「メヌエット I＆II」）が配置されており、変化が楽しめる。自作の再使用も見られるが、これは当時は普通に行われていることである。
序曲の旋律は、1737年に初演されたが失敗に終わったオペラ『ベレニーチェ』の第3幕の前奏曲（シンフォニア）を再利用している。

## 楽器編成
初演では、当時のイギリス国王ジョージ2世の意向により、勇壮な響きを出すため管楽器と打楽器のみが使われたが、ヘンデル自身は弦楽器を使うことを強く主張したので、現在ではその版も広く演奏されている。
1962年発行のBärenreiterのスコアや、1886年発行のDeutsche Händelgesellschaftのスコアでは、下記の楽器群が指定されている。
- 第1オーボエ 12本 (※第1ヴァイオリン)
- 第2オーボエ 8本 (※第2ヴァイオリン)
- 第3オーボエ 4本 (※ヴィオラ)
- 第1ホルン 3本
- 第2ホルン 3本
- 第3ホルン 3本
- 第1トランペット 3本
- 第2トランペット 3本
- 第3トランペット 3本
- ティンパニ 3セット
- 第1ファゴット 8本 (※チェロとコントラバスのトゥッティ)
- 第2ファゴット 4本 (※追加でコントラファゴット1本)